# Chile Chico Airport
Chile Chico Airport är en flygplats i Chile.   Den ligger i provinsen Provincia General Carrera och regionen Región de Aisén, i den södra delen av landet, 1 500 km söder om huvudstaden Santiago de Chile. Chile Chico Airport ligger 326 meter över havet.
Terrängen runt Chile Chico Airport är varierad. Trakten runt Chile Chico Airport är nära nog obefolkad, med mindre än två invånare per kvadratkilometer.. Närmaste större samhälle är Chile Chico, 5,0 km nordväst om Chile Chico Airport.
Omgivningarna runt Chile Chico Airport är i huvudsak ett öppet busklandskap.